# Eyector Lempor

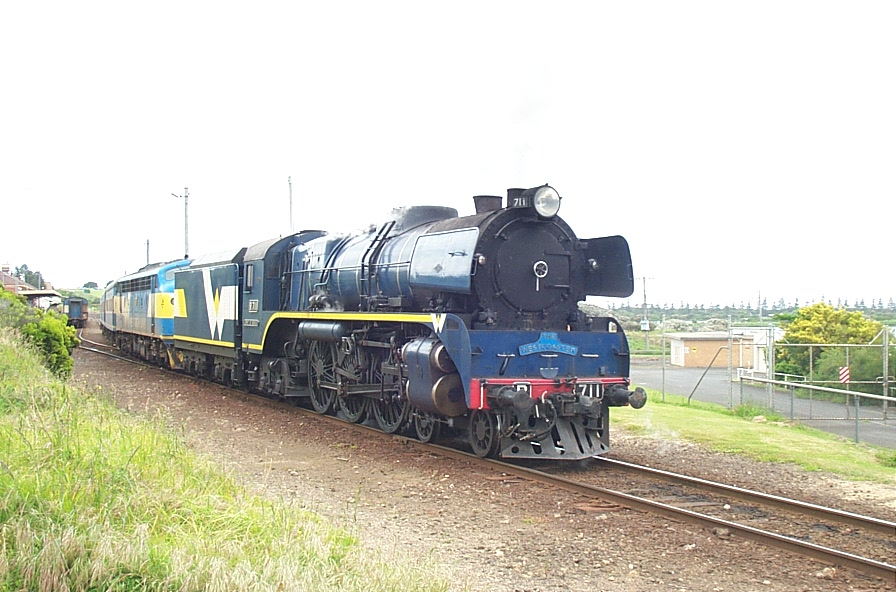
Locomotora clase R 711 de Victorian Railways equipada con escapes Lempor dobles en 1998 (desde entonces eliminados).

El eyector Lempor es un sistema de escape para locomotoras de vapor desarrollado por el ingeniero argentino Livio Dante Porta. El nombre del eyector es una combinación de los nombres de Porta y del ingeniero belga Maurice Lemaître. El eyector Lempor sigue los principios de la tobera de Laval. 

## Operación
En una locomotora de vapor el tiro se produce en la caja de fuego al expulsar el vapor que sale de los cilindros en la chimenea mediante una boquilla o "tubo de explosión", creando un vacío en la caja de humo. El eyector Lempor es un desarrollo de eyectores similares de orificios/boquillas múltiples que crean un vacío más fuerte o el mismo vacío de manera más eficiente, al presentar menos "contrapresión" o resistencia al cilindro que está en su tiempo de escape.
Se afirma que el escape Lempor ofrece una mejora del 100% en la capacidad de tiro con respecto a los sistemas de escape tradicionales y un aumento del 40% en el rendimiento del eyector. 
1. ↑  «Theory of the Lempor Ejector as Applied to Produce Draught in Steam Locomotives».